# Alexandru Mateiu
Alexandru Mateiu (n. 10 decembrie 1989, Brașov, România) este un fotbalist român, care joacă pe post de mijlocaș la Petrolul Ploiești în SuperLiga României. Pe plan internațional, are prezențe la națională pentru România.
Alexandru Mateiu și-a început cariera în copilărie (la aproximativ 6 ani) la FC Brașov, la gruparea de juniori. Pe parcursul junioratului a adunat o mulțime de premii la diferite campionate de juniori sau campionate inter-școlare.
Cel care l-a remarcat a fost antrenorul Răzvan Lucescu. Acesta l-a adus pe Alexandru la echipa de seniori a lui FC Brașov la vârsta de 17 ani.
Debutul lui Alexandru Mateiu în Liga I a avut loc în 16 martie 2010, într-o confruntare între FC Brașov și Inter Curtea de Argeș (1-2). De atunci până la sfârșitul anului a jucat 6 meciuri oficiale în tricoul lui FC Brașov. Alexandru Mateiu este considerat un jucător de perspectivă.